# Ruzwana Bashir

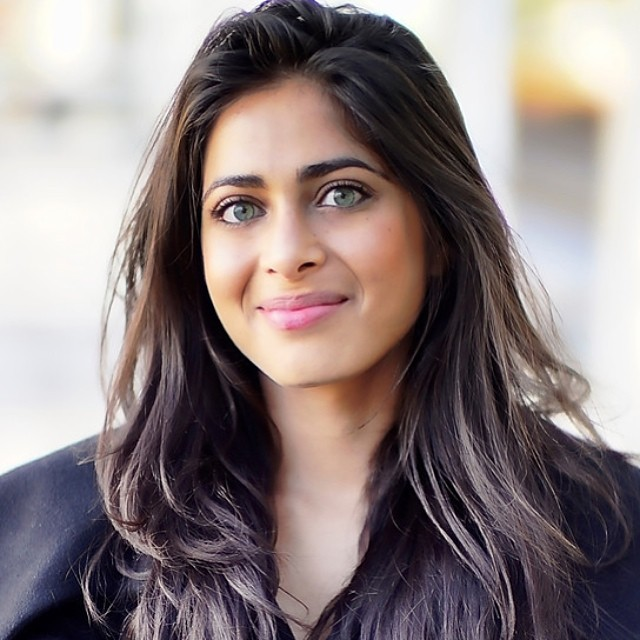
Ruzwana Bashir (Mai 2014)

Ruzwana Bashir (geboren am 28. Juli 1983) ist eine britische Unternehmerin, Gründerin und CEO von Peek.com, einem Unternehmen in der Reisebranche aus San Francisco, Kalifornien. Sie wurde unter anderem ausgewählt für Vanity Fairs „Liste der neuen Elite“, Forbes’ „30 Unter 30“ im Bereich Technologie und Fast Companys „100 Most Creative People“.

## Ausbildung
Bashir wurde in Skipton geboren und ging zur Skipton Girls’ High School in North Yorkshire. Sie studierte an der Oxford University; dort wurde sie zudem Präsidentin der Oxford Union, einer Studentenvereinigung.
Nach ihrem Studium an der Oxford University erhielt Bashir ein Fulbright-Stipendium an der Harvard Business School und machte dort ihren MBA.

## Karriere
Zu Beginn ihrer Karriere arbeitete Bashir im Private-Equity-Bereich in der Blackstone Group sowie im Investmentbanking bei Goldman Sachs in London. Danach arbeitete sie bei Gilt Groupe, einem Unternehmen für Online-Shopping, und wurde Teil des Gründerteams von Art.sy in New York.
Im Jahr 2012 gründete Bashir Peek.com, eine Plattform für Reisende und Ortsansässige, um Aktivitäten an verschiedenen Urlaubszielen zu vermitteln. Bashir ist weiterhin CEO bei Peek, sie erhielt Investments unter anderem durch Eric Schmidt, Jack Dorsey, sowie David Bonderman. Sie traf Peeks Mitgründer und CTO, Oskar Bruening, in New York. Die Entscheidung, gemeinsam ein Unternehmen zu gründen, folgte noch zum Ende des Tages ihres ersten Treffens. Im November 2013 kündigte Bashir Peek Pro, ein Paket von Anwendungen zur Unterstützung von Tour-Veranstaltern, an. Im folgenden Monat präsentierte Peek eine mobile Version ihrer Webseite.
Im Jahr 2014 kündigte das Unternehmen Peek eine weitere erfolgreiche Finanzierungsrunde an, bei der 5 Millionen US-Dollar gesammelt wurden.
Seit der Gründung von Peek.com gilt Bashir neben Sheryl Sandberg und Marissa Mayer als eine der einflussreichsten Frauen im Technologiebereich., 2014 wurde sie von  Fortune als eine der „most Promising Women Entrepreneurs“ benannt sowie von der San Francisco Business Times als eine der einflussreichsten Unternehmerinnen. Zudem zählte Glamour sie zu den „35 Under 35 Who Are Changing the Tech Industry“. Im selben Jahr wurde Peek in die Liste der Top-50-Webseiten von der Time aufgenommen. Des Weiteren wurde Peek von Fast Company zu den weltweit innovativsten Firmen in der Reisebranche gewählt.

## Studentisches Engagement
Bashir war Teil des New College an der Oxford University, wo sie Philosophie, Politik und Wirtschaft studierte.
Bashir wurde während ihrer Zeit in Oxford zur Präsidentin des Debattierklubs der Oxford Union gewählt. Während ihrer Zeit als Präsidentin lud sie eine Vielzahl berühmter Persönlichkeiten ein, die Liste umfasst Senator John McCain, Michael Heseltine, Norman Lamont, Kenneth Clarke, John Redwood, David Trimble, Tom Ford, Hans Blix und José María Aznar. Im Jahr 2004 traf Bashir Boris Johnson (selbst ehemaliger Präsident der Oxford Union). Im folgenden Oktober war Johnson Teil der Debatte mit dem Titel „This House has No Confidence in Her Majesty’s Government“.
In der Wahl im März 2004 setzte sich Bashir gegen James Forsyth erfolgreich durch. Nach der Wahl sah sie sich Beschuldigungen ausgesetzt, am Tag der Wahl Stimmenwerbung betrieben zu haben. In einer Stellungnahme von Freunden Bashirs sagten diese, der Widerstand gegen ihre Wahl sei ausschließlich auf ihre Hautfarbe sowie ihrer Zugehörigkeit als Muslima zuzuschreiben. Das eingesetzte Schiedsgericht im Gegenzug befand Forsyth für schuldig, sich im Rahmen der Wahl missbräuchlich verhalten zu haben. Der Guardian berichtete, in der Folge dieses Vorfalles seien die Regeln der Studentenvereinigung geändert worden, um ähnliche Vorfälle in Zukunft zu vermeiden.

## Privatleben
Seit 2009 wurde Bashir in einer Beziehung mit dem britischen Schauspieler Toby Kebbell vermutet. Es heißt, sie hätten sich erstmals bei einer Weihnachtsfeier getroffen. Im Februar 2009 nahmen sie gemeinsam an den 62. British Academy Film Awards teil.
Am 29. August 2014 veröffentlichte Bashir einen Artikel im Guardian, in dem sie ihre Erfahrungen als Opfer sexueller Misshandlungen beschrieb. Der Artikel wurde zum Zeitpunkt seiner Veröffentlichung mit den Untersuchungen der Missbrauchsfälle von 1400 Kindern in Rotherham, England in Verbindung gebracht. Die Missbrauchsfälle ereigneten sich zwischen 1997 und 2013. Bashir prangerte die mangelnde Aufmerksamkeit für Missbrauch in der Britisch-Pakistanischen Gemeinschaft sowie den verbundenen Tabus an. Sie forderte die Gemeinschaften dazu auf, den Opfern die nötige Unterstützung zu geben und die Täter zur Rechenschaft zu ziehen.